# Maigné

Maigné este o comună în departamentul Sarthe, Franța. În 2009 avea o populație de 343 de locuitori.